# Streptocarpus monophyllus
Streptocarpus monophyllus är en tvåhjärtbladig växtart som beskrevs av Welwitsch. Streptocarpus monophyllus ingår i släktet Streptocarpus och familjen Gesneriaceae. Inga underarter finns listade i Catalogue of Life.